# Максим Гречкін
Максим Гречкін (івр. מקסים גרצ'קין‏‎, нар. 4 березня 1996) — ізраїльський футболіст, лівий захисник єрусалимського «Бейтара».

## Кар'єра
У серпні 2020 року на умовах оренди поповнив склад луганської «Зорі».